# Biogeografia

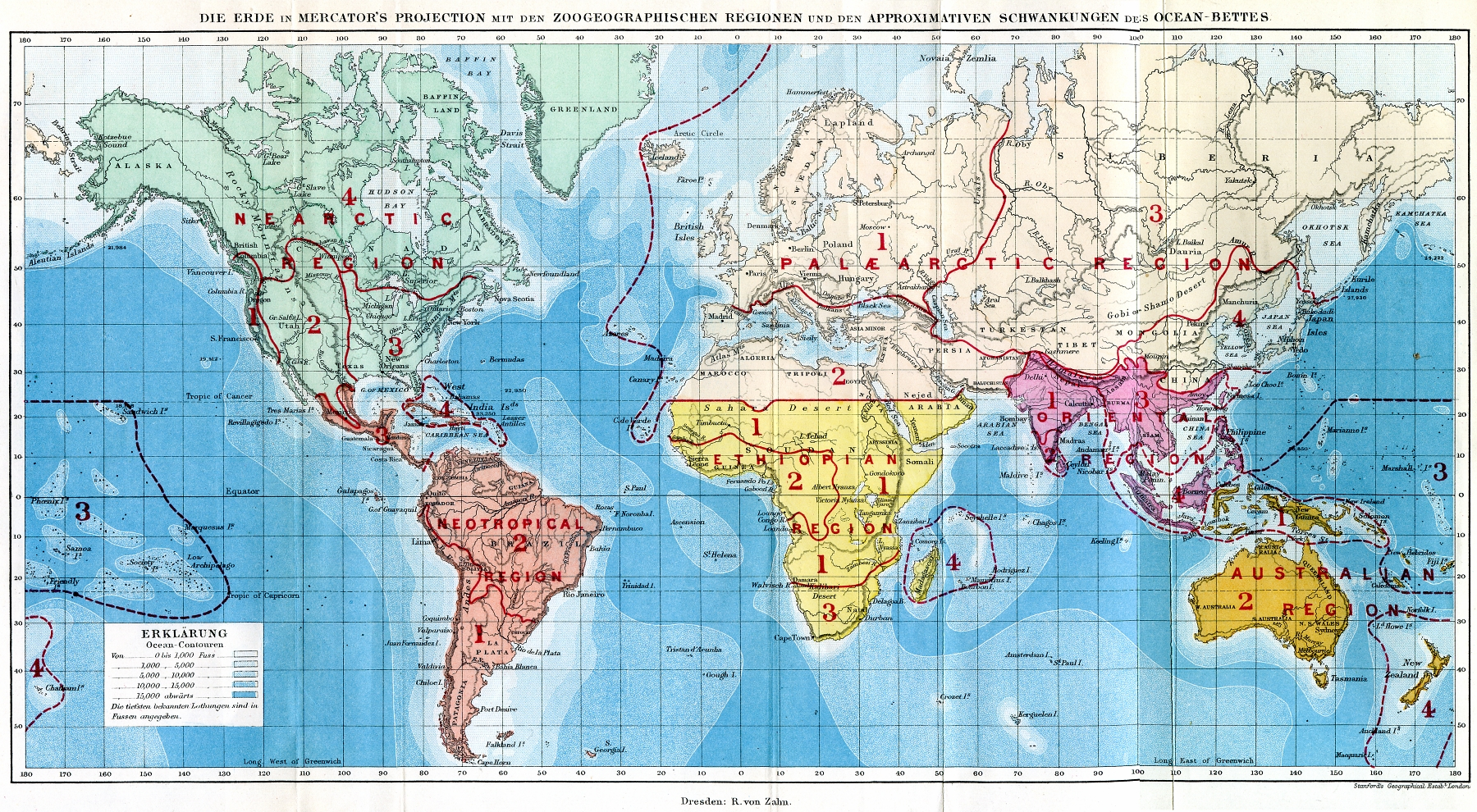
Mapa biogeogràfic elaborat per n'Alfred Russel Wallace geògraf, botànic i naturalista gal·lès nascut el 1823

La biogeografia és la part de la geografia que estudia la distribució dels éssers vius sobre la Terra i les condicions en les quals aquests es desenvolupen.
La superfície de la Terra no és uniforme, ni en tota ella existeixen les mateixes característiques. L'espai isòtrop que utilitzen, o suposen, els esquemes teòrics de localització és tan sols una construcció matemàtica de l'espai.
Per començar, existeixen en el planeta tres medis en els quals es desenvolupa la vida: la terra, l'aigua i l'aire. Són tres medis radicalment distints, en els quals l'adaptació de les espècies a aquests els dona característiques especials i singulars. Però encara més, dintre de cadascun d'aquests medis, i d'acord amb les seves irregularitats geogràfiques, s'individualitzen espais amb característiques diferents, en els quals es desenvolupen formes endèmiques de vida. Aquestes formes, encara sent abundants, no són les úniques. En cadascun d'aquests espais es desenvolupen multitud d'espècies que viuen entre dos medis. A més, hi ha espècies que interaccionant les unes amb les altres, tanquen cicles en els quals es traspassa energia i matèria d'un sistema a un altre, com el cicle del sòl, la cadena tròfica o el cicle del carboni.
Cadascun d'aquests espais en què es desenvolupa la vida d'una manera equilibrada, entre animals, plantes, sòl i clima, es diu ecosistema.
Els factors que influeixen en la diversitat de la natura, i els llindars dels quals són decisius per a establir l'equilibri ecològic són: el sòl, el clima i l'associació entre espècies, o biocenosi. També hauríem de tenir en compte les modificacions antròpiques de la biocenosi.
La biogeografia es fonamenta en dues grans branques: la fitogeografia, que s'ocupa de les espècies vegetals, i la zoogeografia, que s'interessa per les espècies animals. Des d'un punt de vista més conceptual també es pot considerar formada per la biogeografia ecològica, que intenta explicar la distribució dels organismes sobre la base de les característiques ambientals actuals, i la biogeografia històrica, en la qual pren importància la història fòssil dels organismes i la paleoecologia.
En el món acadèmic existeix el debat entre geògrafs i biòlegs, sobre l'objecte d'estudi de la biogeografia. Així, els geògrafs entenen aquesta ciència com el que els biòlegs anomenen ecologia, mentre que els biòlegs entenen la biogeografia l'estudi de la distribució dels éssers vius, tenint en compte les causes d'aquesta distribució (migració, deriva genètica, extinció, canvis geològics i climàtics) i les interrelacions entre organismes, i entre aquests i el medi no biològic.